# Charles Victor Daremberg

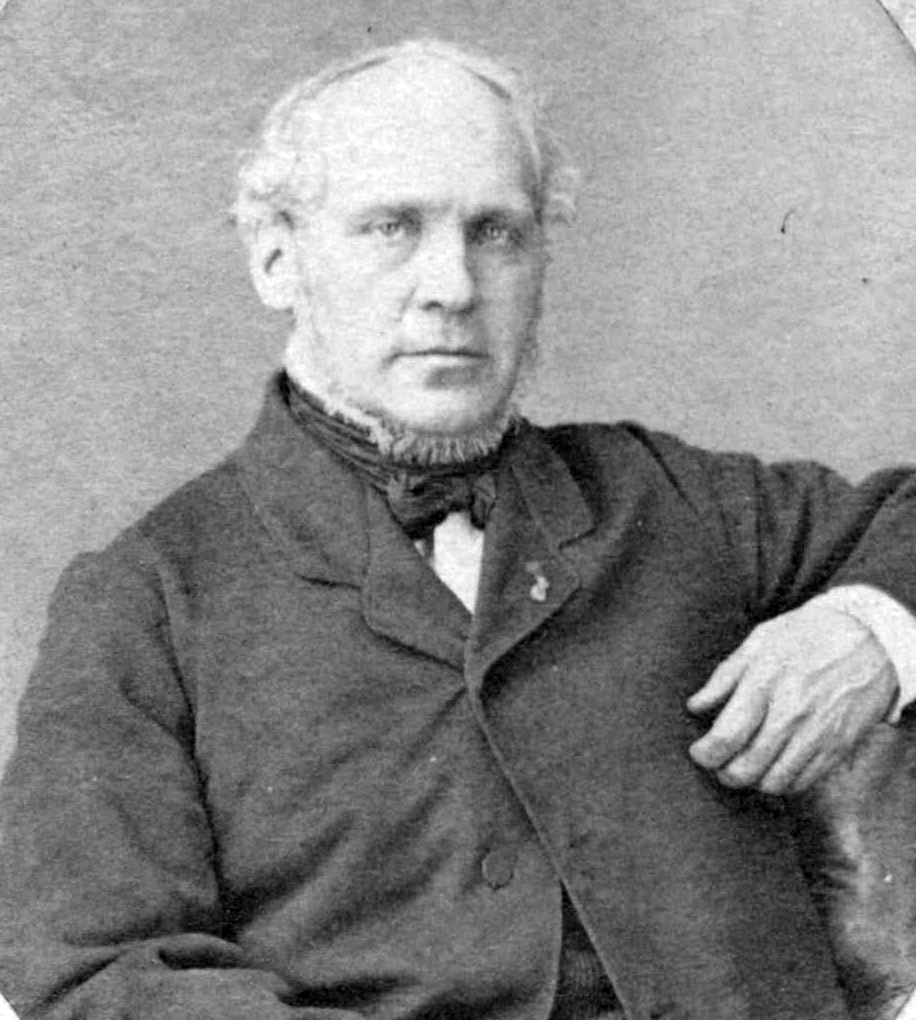
Charles Victor Daremberg

Charles Victor Daremberg (ur. 14 marca 1817 w Dijon, zm. w 1872) – francuski lekarz i historyk medycyny.
Profesor uniwersytetu w Paryżu. Tłumacz dzieł Galena. Główne dzieło: Histoire des sciences médicales.